# الکساندر داله اوئن

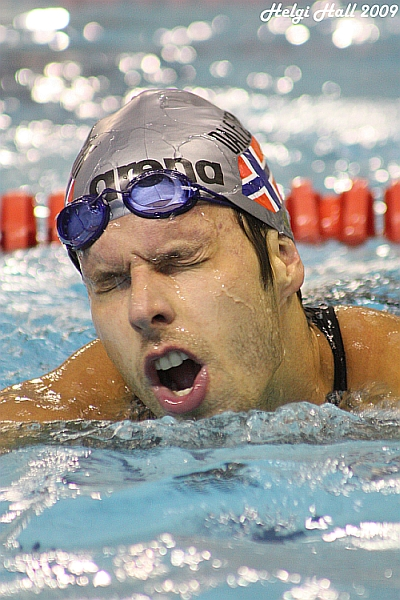
الکساندر داله اوئن شناگر نروژی

الکساندر داله اوئن (به انگلیسی: Alexander Dale Oen) (زادهٔ ۲۱ مهٔ ۱۹۸۵) شناگر اهل نروژ است.